# Billy Snaddon
Billy Snaddon, né le 7 juillet 1969, est un ancien joueur de snooker professionnel écossais, retraité depuis 2004.
Finaliste sortant des internationaux de Chine en 1999, il atteint son meilleur classement en 2000-2001 ; la 24e place mondiale.

## Carrière
Sa carrière professionnelle prend un tournant en 1999, lorsqu'il est finaliste du tournoi classé des internationaux de Chine, face à son compatriote John Higgins. Snaddon s'incline par 9 manches à 3. L'année suivante, lors de la saison 2000-2001, Snaddon obtient son meilleur classement en carrière, atteignant la 24e place du monde.
Il prend sa retraite du snooker professionnel après la saison 2003-2004.

## Palmarès
| Légende | Catégorie                      | Titres                         | Finales                        |
|         | Tournois classés               | 0                              | 1                              |
|         | Tournois non classés           | 1                              | 0                              |
| Gras    | Tournois de la triple couronne | Tournois de la triple couronne | Tournois de la triple couronne |

### Titres
| Saison    | Nom du tournoi | Lieu    | Finaliste           | Score |
| 1994-1995 | Coupe du roi   | Bangkok | Noppadon Noppachorn | 8-4   |

### Finales
| Saison    | Nom du tournoi          | Lieu     | Finaliste    | Score | Tablea  |
| 1999-2000 | Internationaux de Chine | Shanghai | John Higgins | 3-9   | Tableau |